# 카일리 번버리
카일리 번버리(Kylie Bunbury, 1989년 1월 30일 ~ )는 미국의 배우이다.

## 출연 작품
- 게임 나이트 (2018)
- 피치 (2017)
- 타트 (2015)
- 트위스티드 (2013)
- 더 시터 (2011)
- 프롬 (2011)